# Ochrosia balansae
Ochrosia balansae là một loài thực vật có hoa trong họ La bố ma. Loài này được (Guillaumin) Baill. ex Guillaumin mô tả khoa học đầu tiên năm 1957.